# El Limón, Cochoapa el Grande
El Limón är en ort i Mexiko.   Den ligger i kommunen Cochoapa el Grande och delstaten Guerrero, i den sydöstra delen av landet, 280 km söder om huvudstaden Mexico City. El Limón ligger 748 meter över havet och antalet invånare är 131.
Terrängen runt El Limón är kuperad västerut, men österut är den bergig. El Limón ligger nere i en dal. Runt El Limón är det ganska glesbefolkat, med 43 invånare per kvadratkilometer. Närmaste större samhälle är Llano Perdido, 12,5 km väster om El Limón. I omgivningarna runt El Limón växer huvudsakligen savannskog.